# Diego Rivera

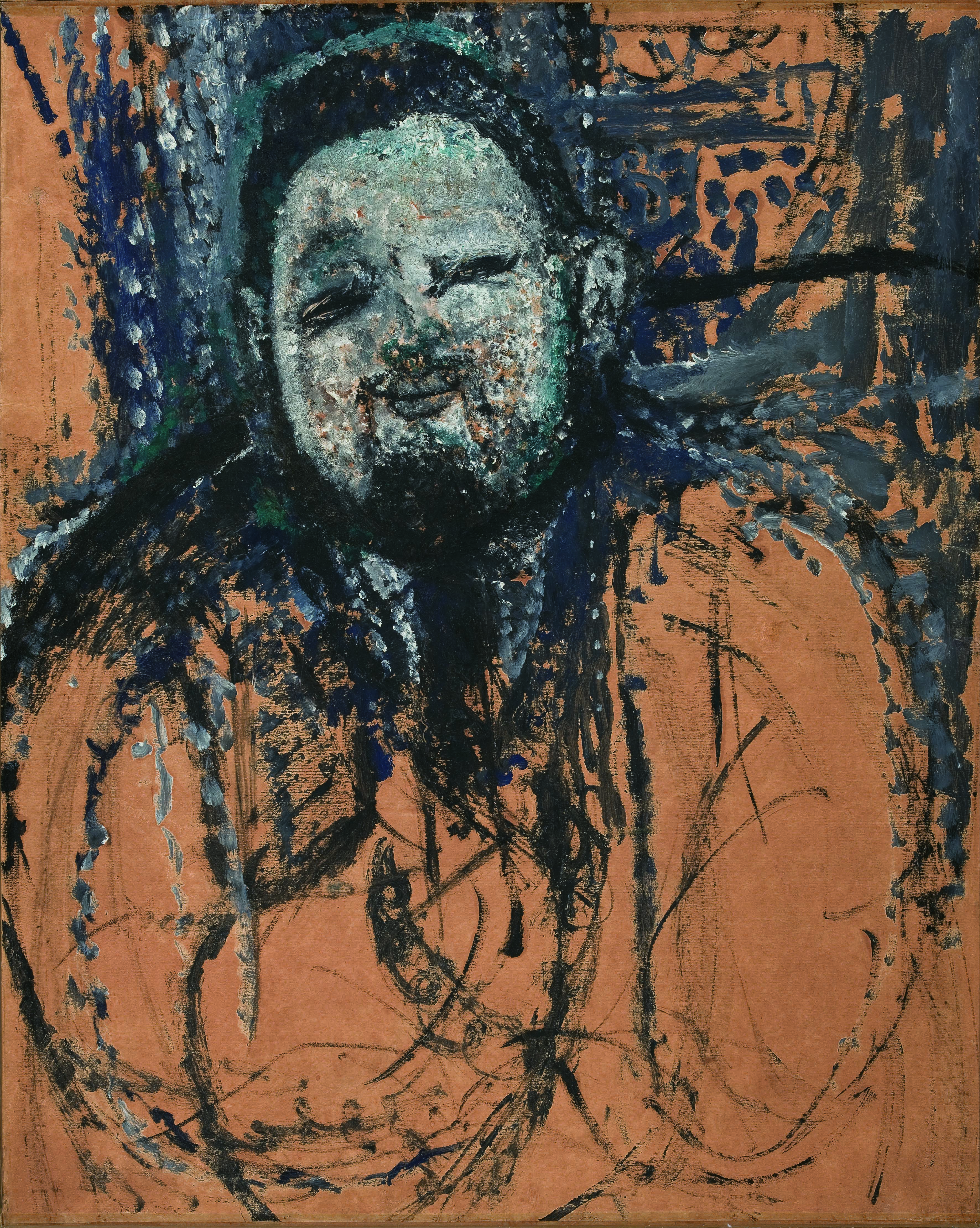
Rivera arcképe Amedeo Modiglianitól (1916)

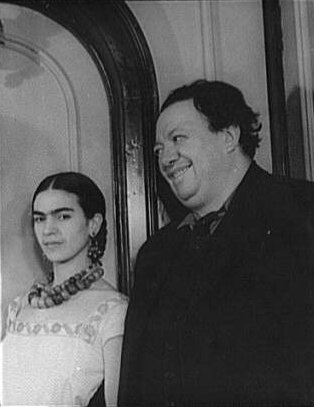
Rivera feleségével, Frida Kahlo festőnővel (1932)

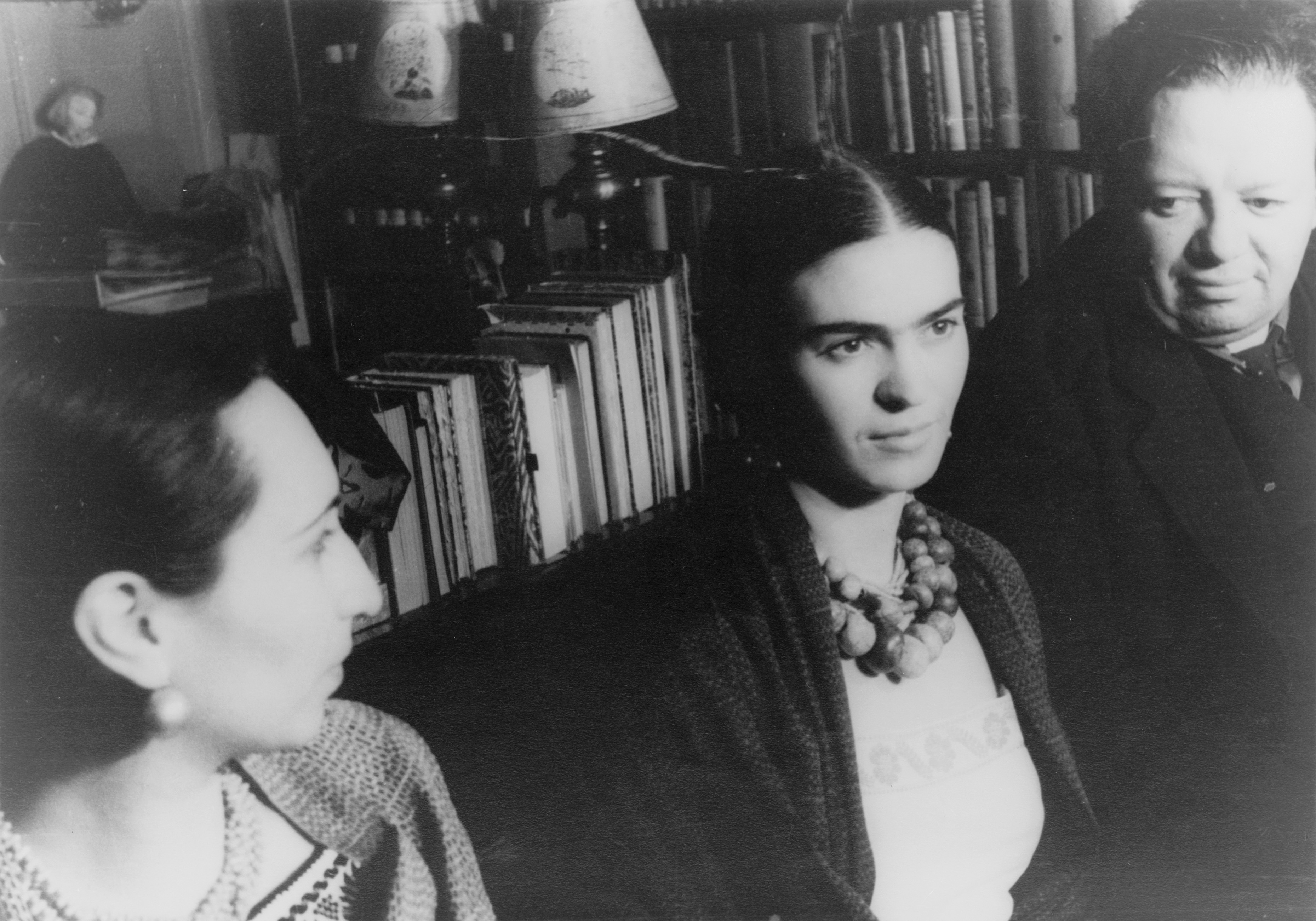
Malu Block, Frida Kahlo és Diego Rivera (1932)

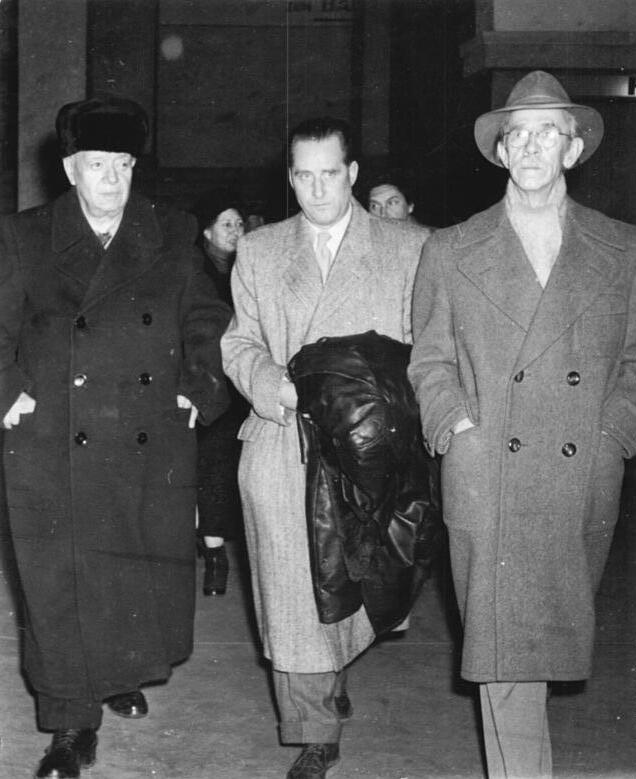
Diego Rivera látogatása Berlinben 1956-ban

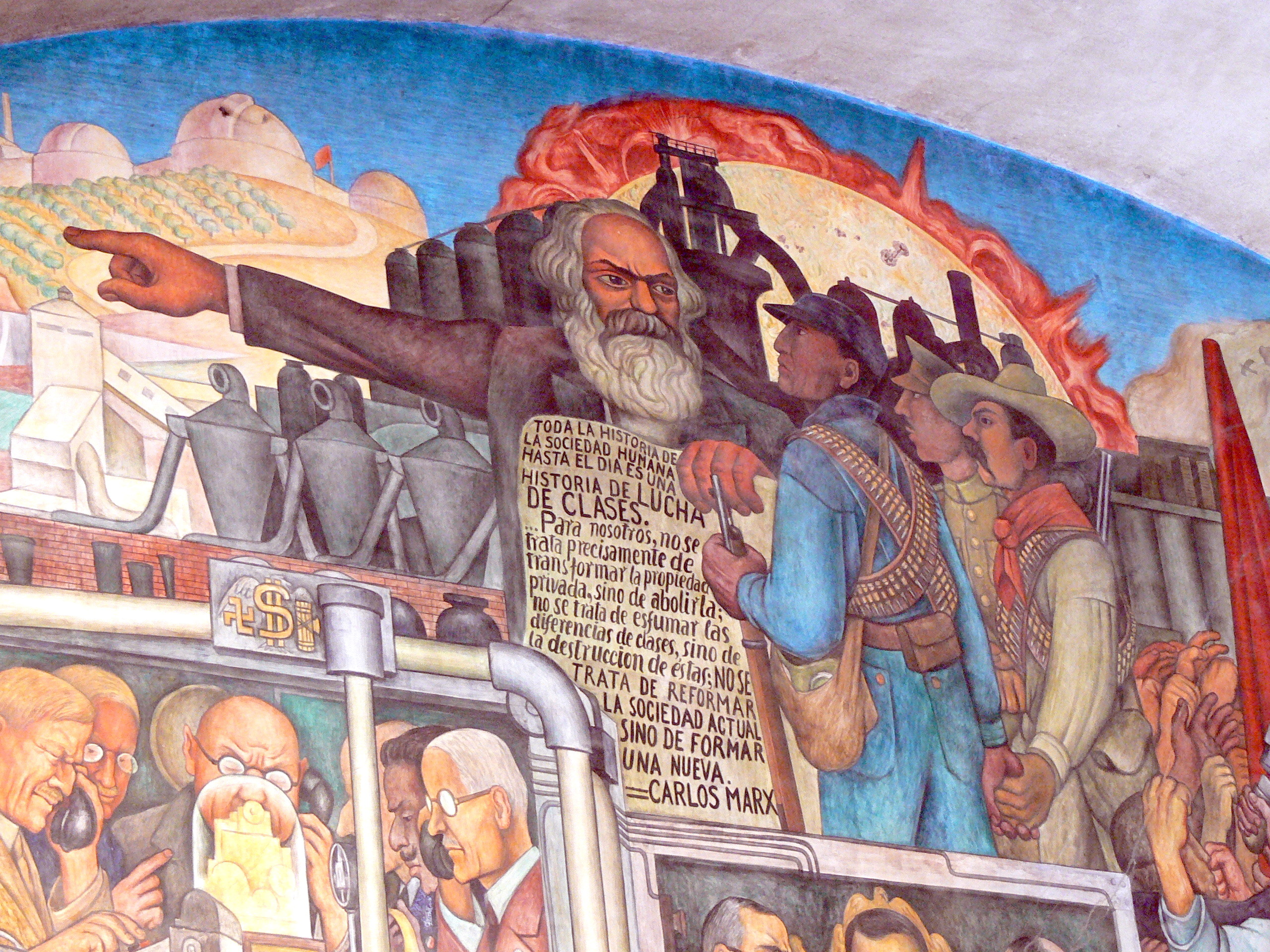
A Nemzeti Palota freskóciklusának egy darabja, előtérben a teoretikus Marx alakja (1930–35)

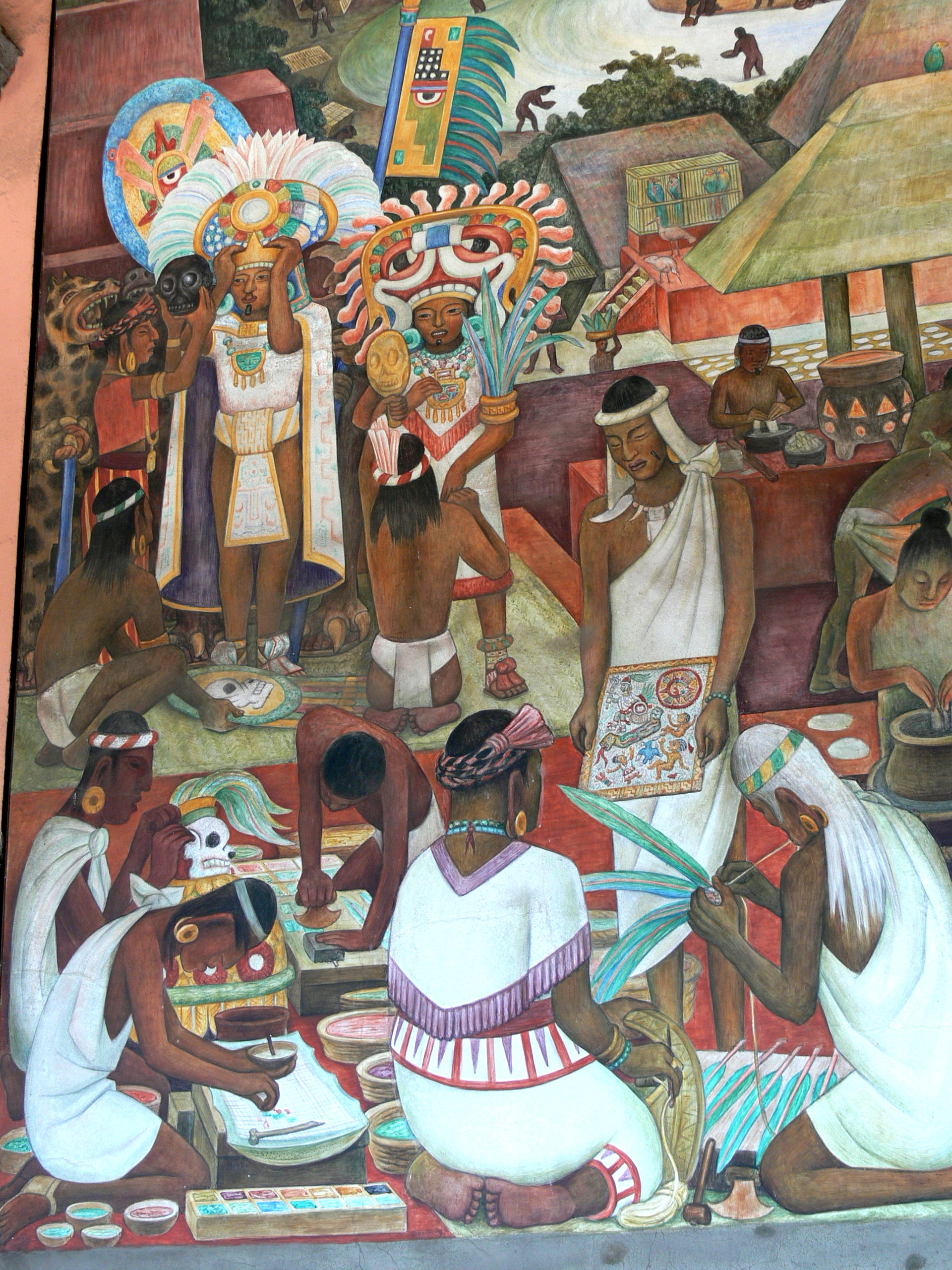
Rivera freskója az azték művészetről

Diego Rivera (teljes neve: Diego María de la Concepción Juan Nepomuceno Estanislao de la Rivera y Barrientos Acosta y Rodríguez; Guanajuato, Mexikó, 1886. december 8. – Mexikóváros, 1957. november 24.) mexikói festő.
- 1886: december 8-án megszületett Diego Rivera és ikertestvére, José Carlos Rivera.
- 1888: José Carlos meghalt másfél éves korában.
- 1891: Megszületett María del Pilar Rivera, Diego húga.
- 1892: A család Mexikóvárosba költözik.
- 1896: Beiratkozott a San Carlos Akadémiára.
- 1899: Apja követelésére beiratkozott egy katonai iskolába, de két hét után abbahagyta, és a San Carlosba kezdett járni, ahol tanárai többek között Félix Parra, José María Velasco Gómez, és Santiago Rebull voltak.
- 1904: Velasco stílusában figurális tanulmányokat és tájképeket fest.
- 1905: Elnyerte a kormány ösztöndíját.
- 1906: Többekkel együtt kiállított a San Carlosban.
- 1907. január 6.: megérkezezz Spanyolországba. Megkapta Teodoro Dehesa kormányzó négy évre szóló szerény tanulmányi támogatását, melynek során európai tanulmányokat folytatott. Gerardo Murillo bemutató levéllel látta el a divatos spanyol realistához, Eduardo Chicharrohoz, aki tanítványául fogadta.
- 1908: Barátságot köt a spanyol avantgárd vezetőivel, Ramón del Valle-Inclánnal, és María Gutiérrez B festővel.
- 1909: Megérkezik Párizsba. Nyáron a belgiumi Brugge-be utazik, ahol María Gutiérrez-en keresztül találkozik a fiatal orosz művésznővel, Angeline Beloff-val, aki később a polgári felesége lesz. Novemberben visszatér Párizsba.
- 1910: Victor-Octave Guillonet akadémista festővel tanul együtt. Kiállítja néhány képét a Societé des Artistes Independants kiállításán, majd visszatér Mexikóba.
- 1911: Visszatér Párizsba. Tájképeket állít ki a Salon d' Automne-ban. Elutazik Katalóniába.
- 1912: Párizsban lakást vesz ki a rue de Depart 26. alatt. Katalóniai tájképeket állít ki a Societé des Artistes Independants-ban. Tavasszal Beloff-val Toledóba utazik.
- 1913: Ebben az évben fordul Rivera a kubizmus felé. Festményeit a Groupe Libre kiállításon mutatja be a Gallerie Bernheim-Jeune-ben. Párizsi stúdiójában marad, ahol Societé des Artistes Independants tavaszi kiállítására készül. Az év elején Toledóba utazik, ahol befejezi A szűz és a gyermek imádása című művét, az első olyan munkát, amiben sikeresen egyesíti a kubizmus elemeit. Nyár végén a Salon d' Automne-ban állít ki.
- 1914: Kiállít a Societé des Artistes Indépendantsnál. Találkozik Juan Grisszel, és némely megoldását alkalmazni kezdi. Találkozik Picassóval. Picasso kifejezi imádatát Rivera legutóbbi művei iránt, és órákig beszélgetnek a kubizmusról. Áprilisban egyszemélyi kiállítása nyílik Párizsban a Gallery of Berthe Weillben. Rivera, Beloff, Jacques Lipchitz és María Gutiérrez „sétáló és rajzoló” túrát tesznek Spanyolországban. Az első világháború kitörésekor éppen Mallorca szigetén vannak, ekkor a csoport Madridba megy.
- 1915: Kiállítja a spanyolországi munkáit los pintores integros néven. A kiállítást Gómez de la Serna szervezi, aki Madriddal megismertette a kubizmust. Rivera és Beloff visszatérnek Párizsba, ahol Rivera találkozik Marevna Vorobievával.
- 1916: Két csoport munkájába bekapcsolódva posztimpresszionista és kubista munkákat mutat be New Yorkban, a Marius de Zaya's Modern Galleryben. Feltalál egy eszközt („la chose”, franciául: a dolog), amit valószínűleg a fény síkbeli visszaverődésének követésére használ fel. Beloff megszüli Rivera fiát, Diegót.
- 1917: Pierre Revendy, Guillaume Apollinaire háborúban való részvétele miatt Párizsban a legelismertebb kritikus, erősen kritizálja Rivera és Lhote munkáit a Sur le cubisme („A kubizmusról”) című esszéjében. Egy ezt követő vacsorán, amit Revendy támogatója, Leonce Rosenberg szervez, Rivera és Revendy heves vitába kezdenek, ami fizikai erőszakba torkollik. Az incidens következtében, amit később André Salmon kritikus l'affaire Riverának nevez („a Rivera-ügy”), Rivera szakít Rosenberggel. Folytatja az Ingres-rajzokat és Cézanne-t tanulmányozza. Találkozik Elie Faure-rel, akivel egész életére szóló barátságot köt.
- 1918: Folytatja ceruzarajzos tanulmányait, és újból Cézanne hatása alatt fest. Jean Cocteau és Andre Lhote meghívására Rivera, Beloff, Adam Fisher és felesége a délnyugat-franciaországi, tengerparti Le Piquey-be utaznak (Bordeaux-tól 50 km-re nyugatra).
- 1919: Részt vesz egy kiállításon Párizsban. Továbbra is Cézanne hatása alatt fest. David Alfaro Siqueiros spanyolországi tartózkodása után meglátogatja. Rivera Dordogne-ban marad (Dél-Franciaország) Elie Faure-rel. Megszületik Marika, Marevna és Rivera kislánya.
- 1920: Elbűvöli Renoir érzékenysége. Olaszországba utazik, hogy a reneszánsz művészetet tanulmányozza.
- 1921: Elhagyja Párizst és Beloffot, visszatér Mexikóba. Megindul a José Vasconcelos által kezdeményezett falfestői program a korábbi jezsuita templom díszítésével, és a Péter-Pál kolostorral (Mexikóváros). Vasconcelos a kormány által támogatott, művészettel kapcsolatos pozícióba helyezi Riverát. Vasconcelos meghívására a Yucatán-félszigetre utazik, hogy olyan spanyol hódítás előtti helyszíneket tanulmányozzon, mint Chichén Itzá és Uxmal. Találkozik Lupe Marínnal.
- 1922: Az év elején megkezdődnek a Teremtés c. falfestményének munkálatai az Anfiteatro Bolívarban az Escuela Nacional Preparatoria („nemzeti előkészítő iskola”) számára. Ehhez készítette itáliai rajzait. Elveszi feleségül a Guadalajarába való Guadalupe Marínt, és egy elbűvölő régi házba költöznek a Mixcalco utcában. Vasconcelos finanszírozza az utazását Tehuantepecbe, ahol az ott lakó emberek és a gyönyörű környezet mély benyomást tesznek rá.
- 1923: A „Secretaría de Educación Pública” („közoktatási titkárság”) számára elkezdi a keleti terasz festését. Az első panelen azt ábrázolja, ahogyan a titkárság a Tehuantepec-kérdéskört kezeli, ezzel Vasconcelosnak tesz szivességet, aki maga is erről a vidékről származik. Siqueiros, Rivera, de la Cueva, megalakítják José Clemente Orozco támogatásával a műszaki munkások, festők és szobrászok szervezetét.
- 1924: Vasconcelos egyre inkább elégedetlen Obregon politikájával, ezért felajánja lemondását. A sajtó támadja a Preparatoria falfestményeket. Egy konzervatív politikai kör buzdítására egyetemisták egy csoportja hevesen tiltakozik a falfestmények ellen. Petíciót adnak át Vasconcelos-nak, amiben a munkálatok leállítását követelik, és átfestik Orozco és Siqueiros munkáit. Az egyetemnél folyó munkálatok leállnak. Megszületik Lupe nevű lánya. Rivera szivélyes kapcsolatot alakít ki az új oktatási miniszterrel, J. M. Puig Casauranckal. Rivera megkezdi az Escuela Nacional de Agricultura falfestési munkálatait Chapingóban.
- 1925: Befejezi a falfestési munkákat az ünnepségek kertjében, és folytatja a festést Chapingóban. Megkezdi a második és a harmadik emelet falfestményeit a közoktatási titkárságon. Rivera „virágfestő nap”-ját /painting flower day/ benevezik a Pan American kiállításra, ahol díjat nyer.
- 1926: Megkezdi falfestési programját a chapingói kápolnában. Folytatja a munkát a sekrestye falain. Megszületik Ruth nevű lánya.
- 1927: Befejezi a chanpingói falfestést, majd négy nap múlva a Szovjetunióba utazik, ahol az 1917-es októberi orosz forradalom tízéves évfordulójának ünnepségén vesz részt.
- 1928: Júniusban visszatér Mexikóba. Lupe Marínnal folytatott viharos házassága végérvényesen véget ér. Találkozik Frida Kahlóval Tina Modotti egyik hétvégi összejövetelén. Befejezi a titkárságnak készített sorozatát.
- 1929: Riverát kinevezik a San Carlos Akadémia igazgatójává. Gyökeres változásokat javasol a tantervben, ami nagy ellenállást szül a konzervatív szemléletű felsőbb hivatalnokok körében. Elkezdi a Nemzeti Palota fő lépcsősora mentén lévő falakon a mexikói nemzet történetének átfogó ábrázolását. Hat meztelen alakot fest a Secretaría de Salubridad y Asistencia konferenciatermének falaira, akik a Tisztaság, Erő, Tudás, Élet, Mértékletesség és Egészség szimbólumai. Négy festett üveges ablakot tervez ugyanerre a témára. Augusztusban összeházasodnak Frida Kahlóval Coyoacánban. Kizárják a Mexikói Kommunista Pártból, mert nem követi annak politikáját. Dwight W. Morrow észak-amerikai nagykövet megbízza Riverát a Cuernavacában lévő Palacio de Cortés lodzsájának falfestésével. A munkát decemberben kezdi el. (Más forrás szerint a mű 1927-től 1930-ig készült.[14])
- 1930: Folytatja a cuernavacai falfestményeket. Lemond a San Carlos igazgatói tisztéről. Novemberben befejezi a cuernavacai falfestményeket. November közepén San Franciscóba érkezik. A „California Palace of the Legion”-ben nagy retrospektív kiállítás nyílik a tiszteletére. Decemberben megkezdi a munkát a „Kalifornia Allegóriája” című alkotáson.
- 1931: Befejezi a „Kalifornia Allegóriájá”-t. Megfesti az „egy freskó készítése” című munkát a „Gallery of the California School of Arts” számára. December: Rivera retrospektív kiállítás a New York-i Museum of Modern Artban.

## Életpályája
A mexikói képzőművészeti akadémián José Guadalupe Posada illusztrátor tanítványa volt, akitől megtanulta a rajzművészetet. Peseda szocialisztikus politikai nézeteit követte Rivera, munkássága a szocialista realizmus irányzatához sorolható.
1906–1910 közt Európában tanult és utazott, Spanyolországban festett, majd Párizsban megismerkedett Paul Cézanne, Pablo Picasso, Georges Braque művészetével. A Montmartre-on élt, mint a többi párizsi festő. Azon külföldi festők közé tartozott, akik nagyon sokat köszönhettek a Párizsi iskolának (École de Paris). Barátja lett Amedeo Modigliani olasz festő, aki többször is lefestette. Több kiállítása volt Párizsban, majd Madridban 1913-ban, és New Yorkban 1916-ban.
Európában tartózkodóan viselkedett, kívülállóként figyelte az itteni eseményeket. Visszatért Mexikóba, hogy felfedezze hazáját, stílusát kereste. Tanulmányozta ehhez a régi maja és azték kultúrát, művészetet.
1911-től 1920-ig ismét európai tanulmányutat tett. 1920. évi olaszországi utazásakor nagy hatással volt rá a trecento falfestészete, amely a monumentális formázás felé irányította figyelmét.
1922-ben feleségül vette Guadalupe Marínt.
1929-ben nősült másodszor, felesége Frida Kahlo forradalmár és festőművész, aki 20 évvel fiatalabb volt nála. Sokat festettek együtt, szenvedélyesen és viharosan szerették egymást. 1939-ben elváltak, majd újból összeházasodtak. Rivera nem volt hűséges természetű,ennek ellenére házasságuk Frida 1954-ben bekövetkezett halálával ért véget. Rivera ez után újból megnősült, Emma Hurtadót vette el, aki 1946-tól a művészeti ügynöke volt.
1944-től Mexikóvárosban a Colegio Nacional tanáraként működött.
Rivera 1957. november 24-én hunyt el, szívinfarktusban.

## Politika, filozófia, gondolkodásmód
1921-től Mexikóban élt és a kormány által támogatott falfestményeket készített, melyek a kommunista politikát történelmi kontextusban ábrázolták. Mozgalmat szervezett, amelynek eredménye a mexikói nemzeti festőiskola megalapítása lett. Az állam támogatta törekvéseiben, sok megrendeléssel látta el, ennek eredményeképp születtek murális alkotásai.
Londonban Karl Marx írásaival ismerkedett meg. 1930-1935 közt Marx alakját megfestette a Mexikói Nemzeti Palotában készített freskóciklusán.
Híre a Szovjetunióba és Amerikába is eljutott. 1927–28-ban a Szovjetunióban, 1931–33-ban az USA-ban dolgozott. Amerikai alkotói tevékenysége nem volt zavartalan. A New York-i RCA épület (Rockefeller Center) számára készített 1933-as freskóját 1934-ben elbontották, mert állítólag Lenin arcképe szerepelt rajta. Rivera nem zavartatta magát, egy év múlva saját hazájában, a mexikói Szépművészeti Múzeumban újra megfestette. Hasonlóképpen, a Hotel de Prado (Mexikó) számára készített 1948-as freskó ezt a mondatot tartalmazta: „Isten nem létezik”. Ezt a részt 9 évig eltakarták a publikum elől.
Az 1930-as évek végén Rivera és felesége barátkozott Lev Trockijjal, aki a közbenjárásukra kapott menedékjogot a mexikói államtól. Rivera barátsága Trockijjal hamarosan megszakadt.

## Művészete
Rivera rendkívül termékeny alkotó volt, csak Mexikóvárosban 100-nál több freskót festett. Freskóinak témáját Mexikó történelme, politikai- és társadalomtörténete és a népi felkelések ihlették. Rivera irányításával látták el a főváros épületeit és parkjait szobordíszekkel. Mindezek mellett születtek a „kis” képei. Nagyon értékesek murális munkáihoz készített grafikái és festményei, amelyeket előtanulmányoknak szánt. Művészete arról tanúskodik, hogy a XX. század első felének valamennyi európai vezető festészeti irányzatát behatóan ismerte és beolvasztotta azok stíluselemeit saját alkotásaiba úgy és akkor, ahogyan és amikor az ő mondandója megkívánta. Otthon volt a kubista, az expresszionista ábrázolástól kezdve a szürreális ábrázolásig minden területen. Alak- és tájábrázolása, kompozícióteremtő képessége a világ legnagyobb monumentális festői közé emeli. Sajátosan hazai és modern stílusának metamorfózisa, s derűs koloritja jótékony befolyást gyakorolt az új mexikói képzőművészet fejlődésére.

## Művei (válogatás)
- 1912 Toledo látképe (Vista de Toledo) (olaj, vászon, 112 x 91 cm; Fundación Amparo de Espinosa, Puebla)
- 1922 A remény alakjának kezei : tanulmány a Bolívár csarnok dekorációjához (grafika, krétával papírra, 49,53 cm x 64,14 cm; SFMOMA)
- 1923 A filozófia története
- 1923  Tehuantepeci tájkép (grafittal papírra, 21,59 cm x 33,99 cm; SFMOMA)
- 1925 A virágok ünnepe (Festival de las flores) (olaj, vászon, 147,3 x 120,7 cm; County Museum of Art, Los Angeles)
- 1926 Indián kislány korall nyaklánccal (olaj, vászon, 94,31 cm x 68,58 cm; SFMOMA)
- 1930–31 Egy kínai asszony portréja (freskó, 58,1 cm x 58,1 cm; SFMOMA)
- 1935 A virágárusok karrierje (The Flower Vendor) (olaj, tempera, 121,92 cm x 121,29 cm; SFMOMA)
- 1935 Kontyvirágok
- 1938 Lupe Marín : (ülő alakos portréfestmény) (olaj, vászon, 171,3 x 122,3 cm; Museo Nacional de Arte Moderno, Mexico)
- 1940 Szimbolikus tájkép (olaj, vászon, 121,6 cm x 152,72 cm; SFMOMA)
- 1941 Önarckép Iréne Richnek dedikálva (olaj, vászon, 61 x 43 cm; Smith College Museum of Art, Northampton)
- 1950 Amerika a hispániai hódítás előtti korban (América Prehispanica) : (szürreális kompozíció) (olaj, vászon, 70 x 92 cm; Colección Licio Lagos, Mexico)
- 1954 A festő műterme (Estudio del pintor) : (szürreális kompozíció) (olaj, vászon, 178 x 150 cm; Colección de la Secretaría de Hacienda Crédito Público, Mexico)

## Köztéri művei (válogatás)
- 1922 A Mexikói Egyetem Bolívar csarnokának dekorációja (Mexikóváros)
- 1923–1928 A Közoktatásügyi Államtitkárság dekorációja (Mexikóváros)
- 1926–1927 Champingói mezőgazdasági főiskola falfestményciklusa
- 1932 Freskók az elektromosság témájáról az Institut of Fine Artsban (Detroit, USA)
- 1934 Freskópanel Az ember a szocializmus és a kapitalizmus keresztútján[15] címmel a Palacio de Bellas Artesban (Mexikóváros)
- 1930–35 Freskóciklus a Mexikói Nemzeti Palotában A munkások forradalma címmel (Mexikóváros)
- 1942–1946 Freskók a Palacio de Bellas Artesban a modern történelem jeleneteivel
- 1947 Hotel de Prado dekorációja (Mexikóváros)
- 1951 Lerma Vízművek mozaikdekorációi
- 1952 Az egyetemi város stadionjának színes kőmozaikjai (Mexikóváros)

## Freskóciklusa a Nemzeti Palotában (részletek)

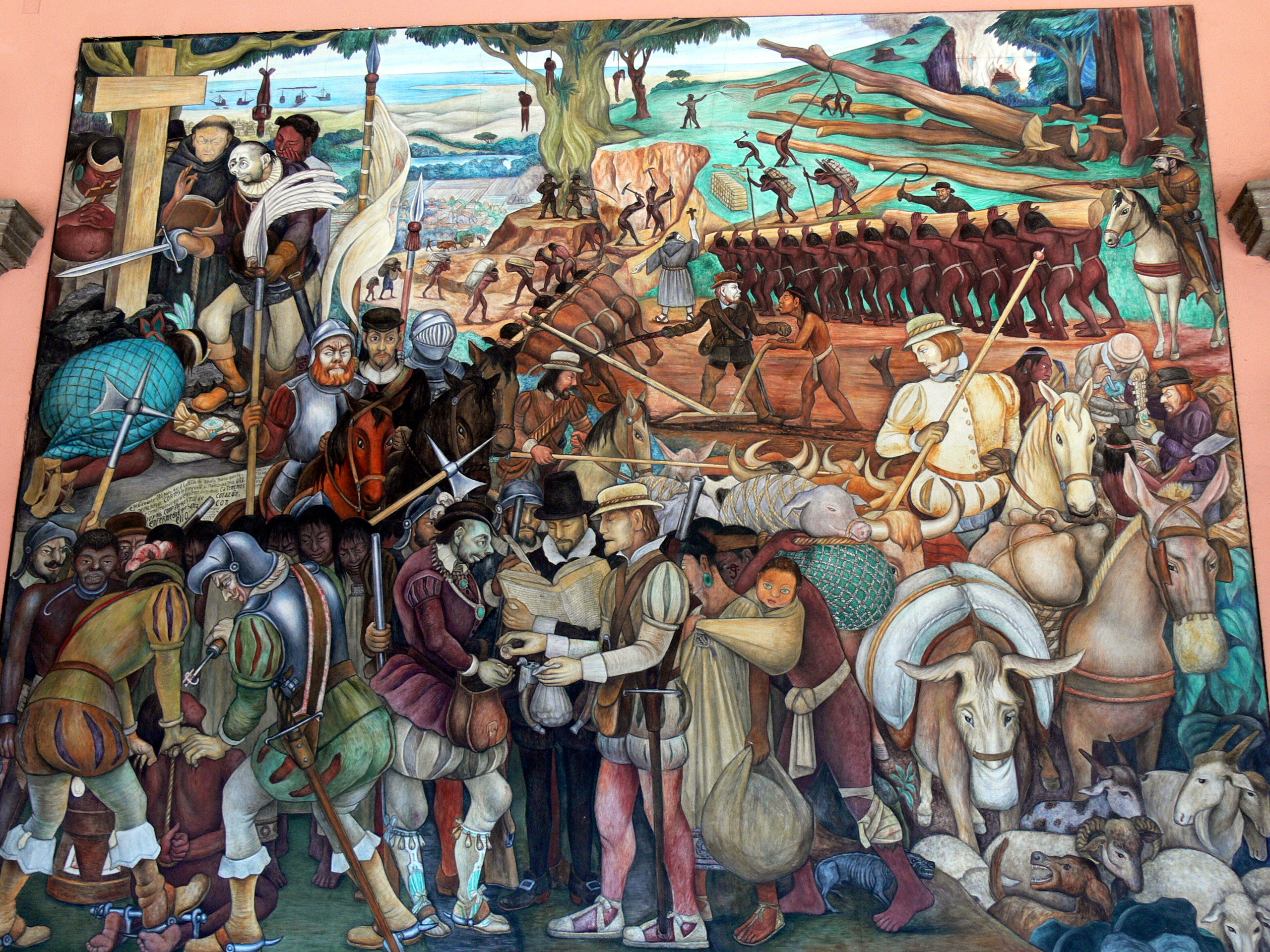
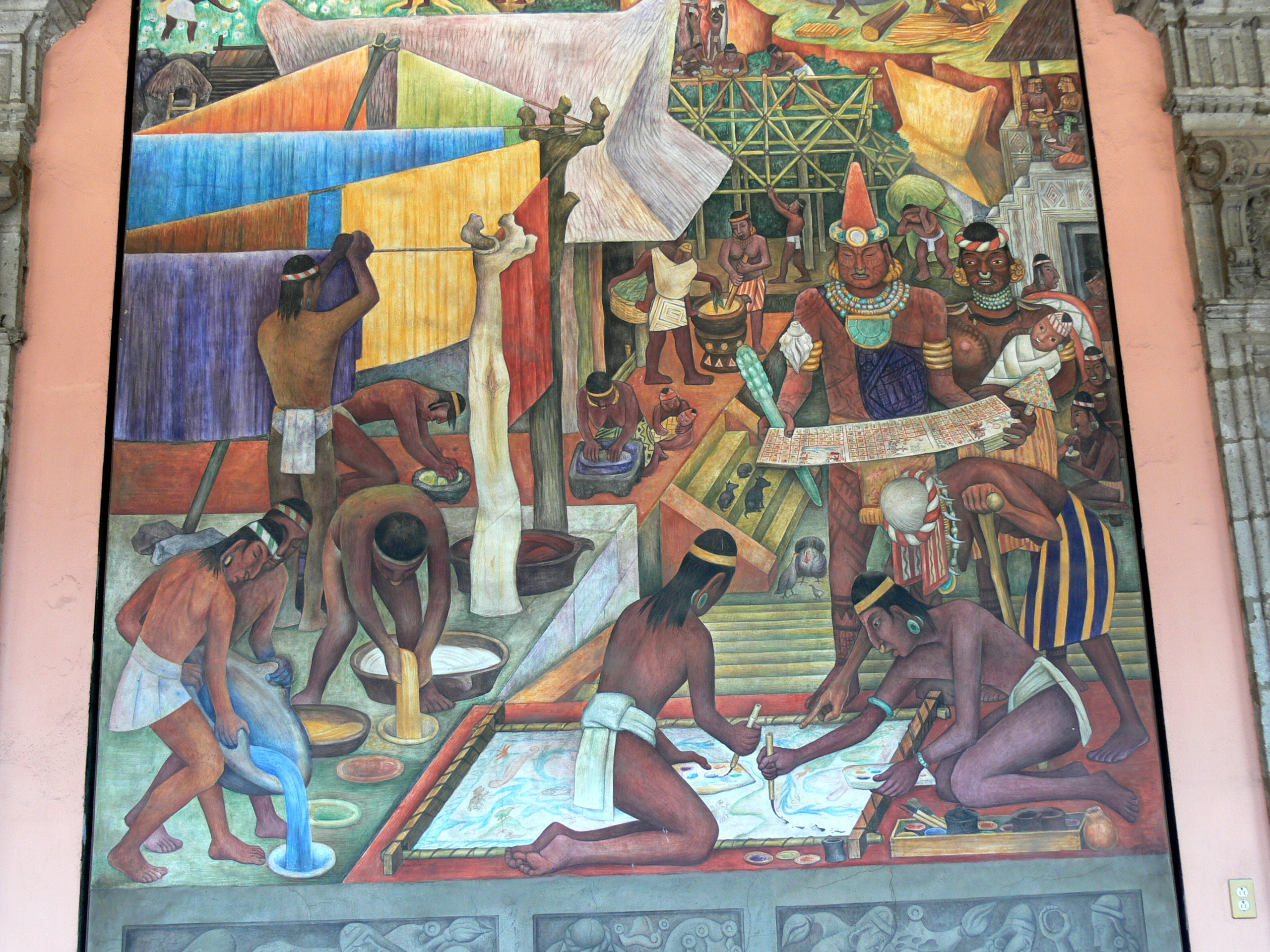
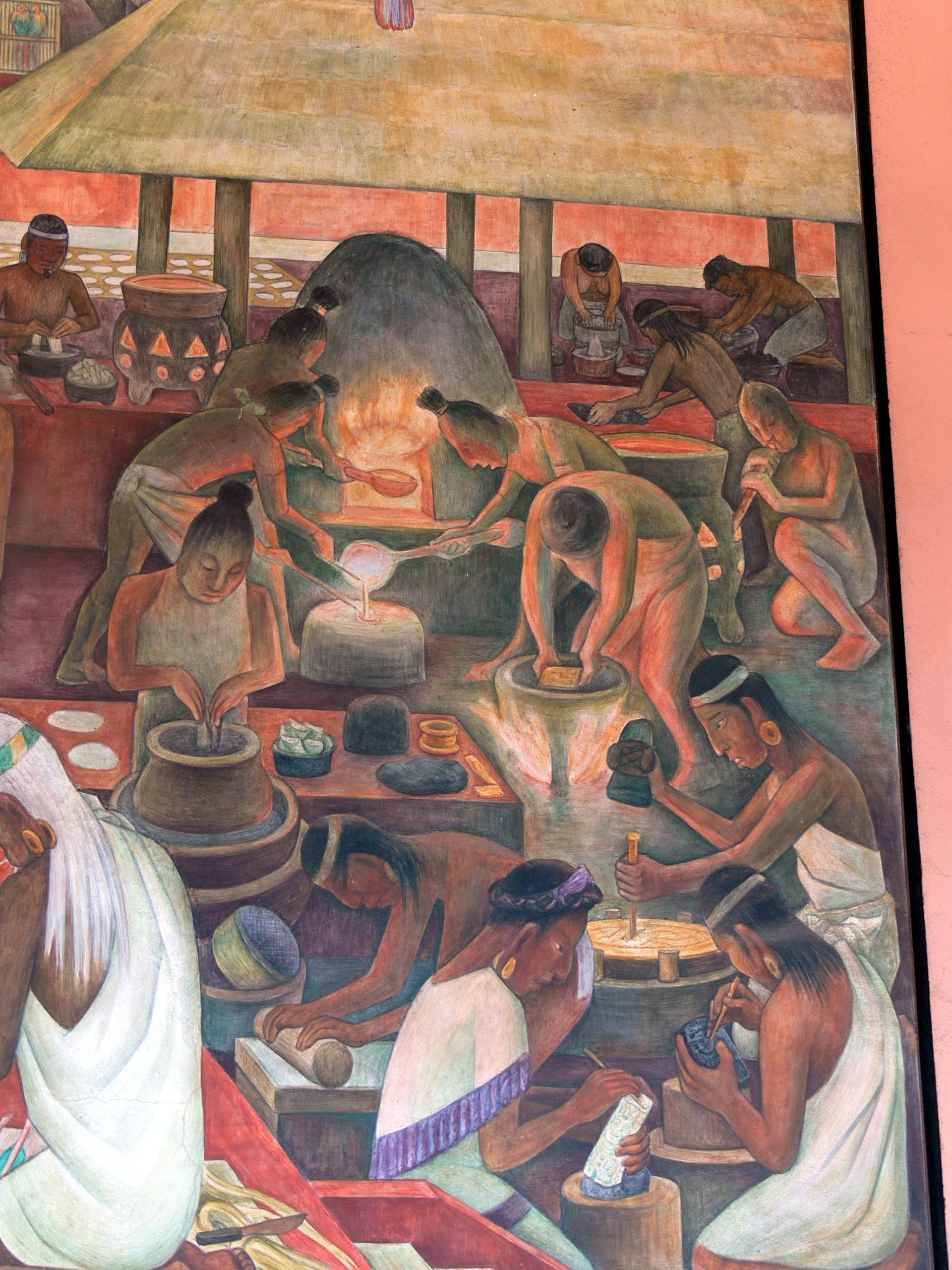
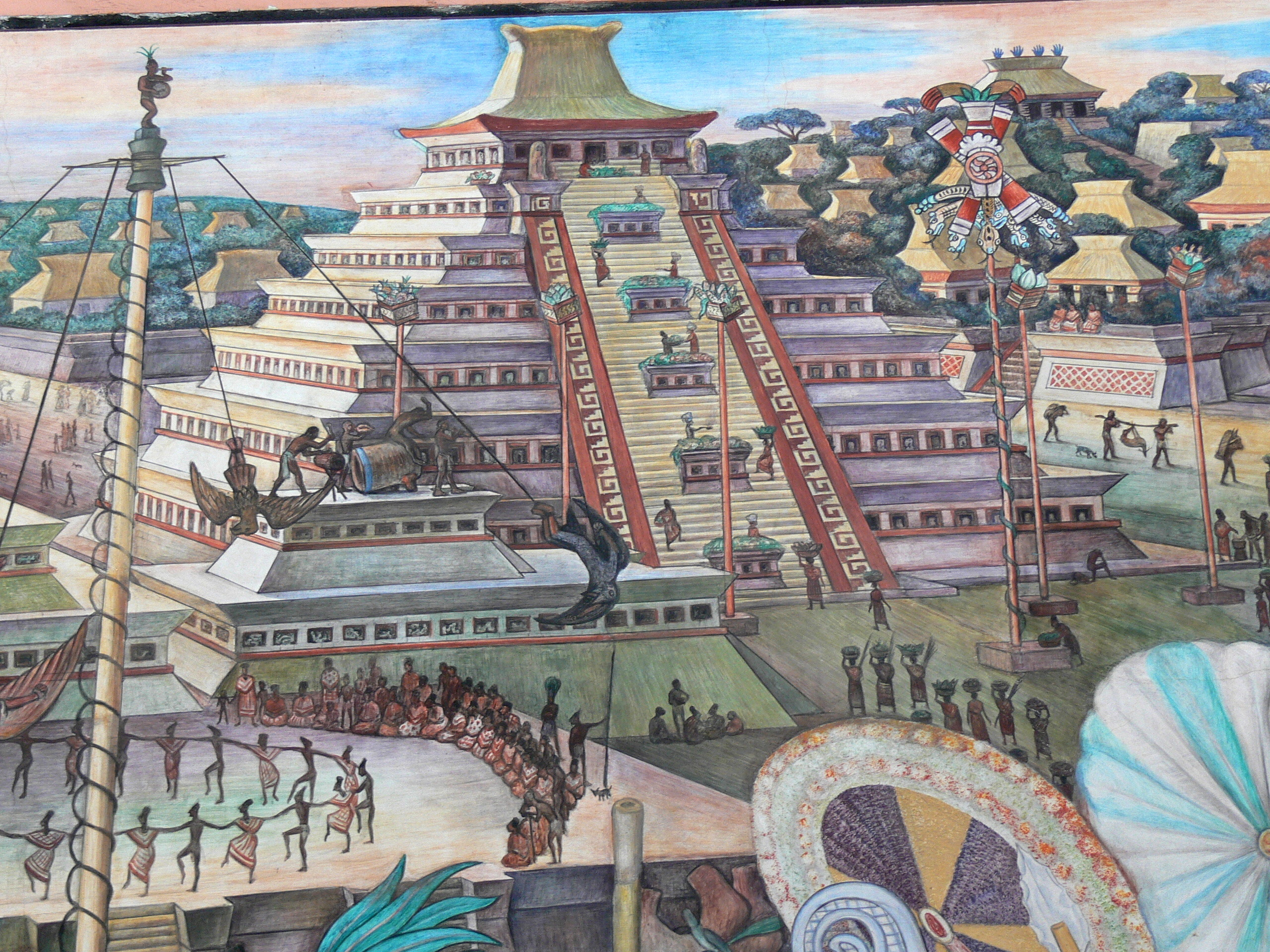
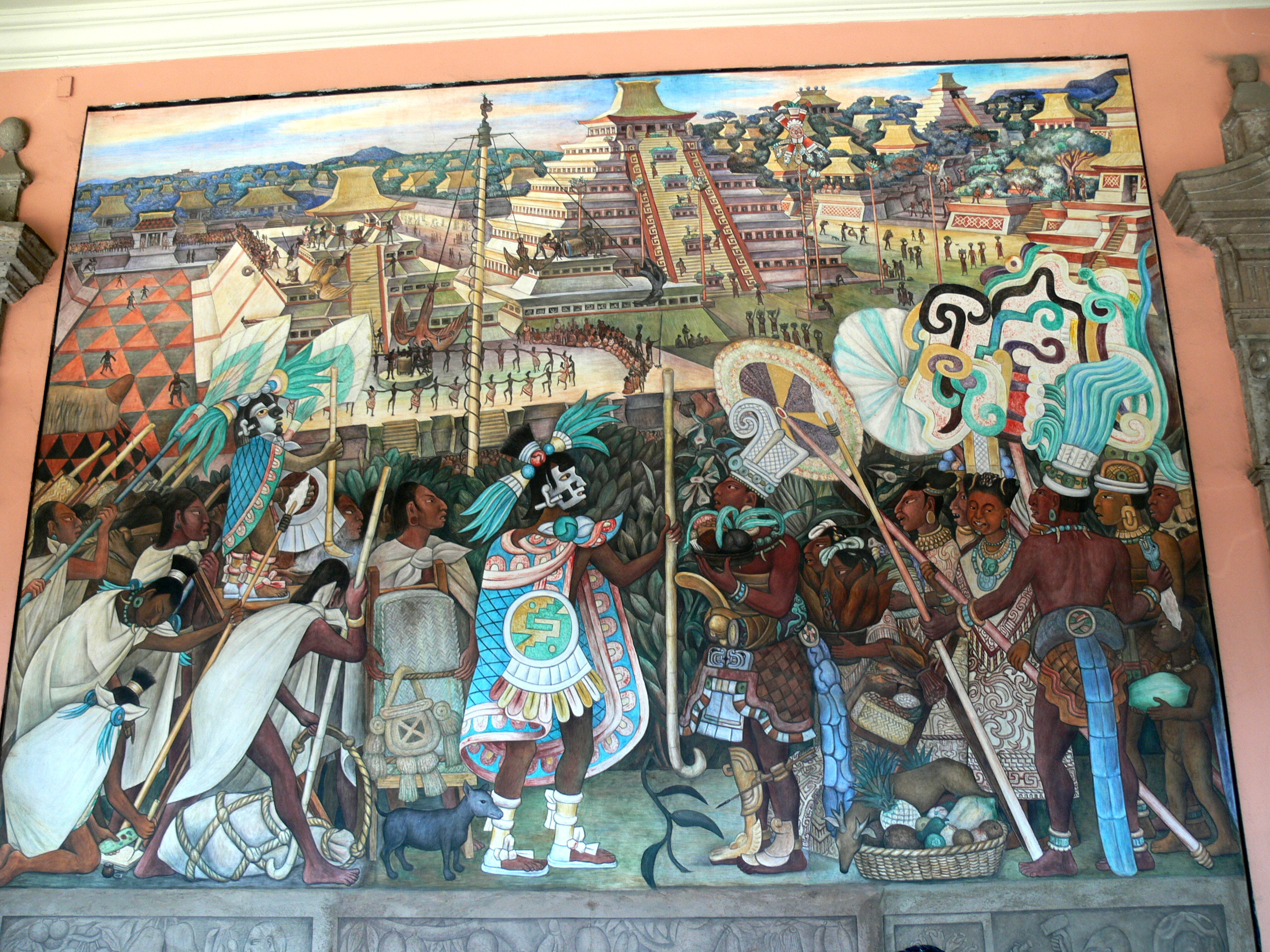
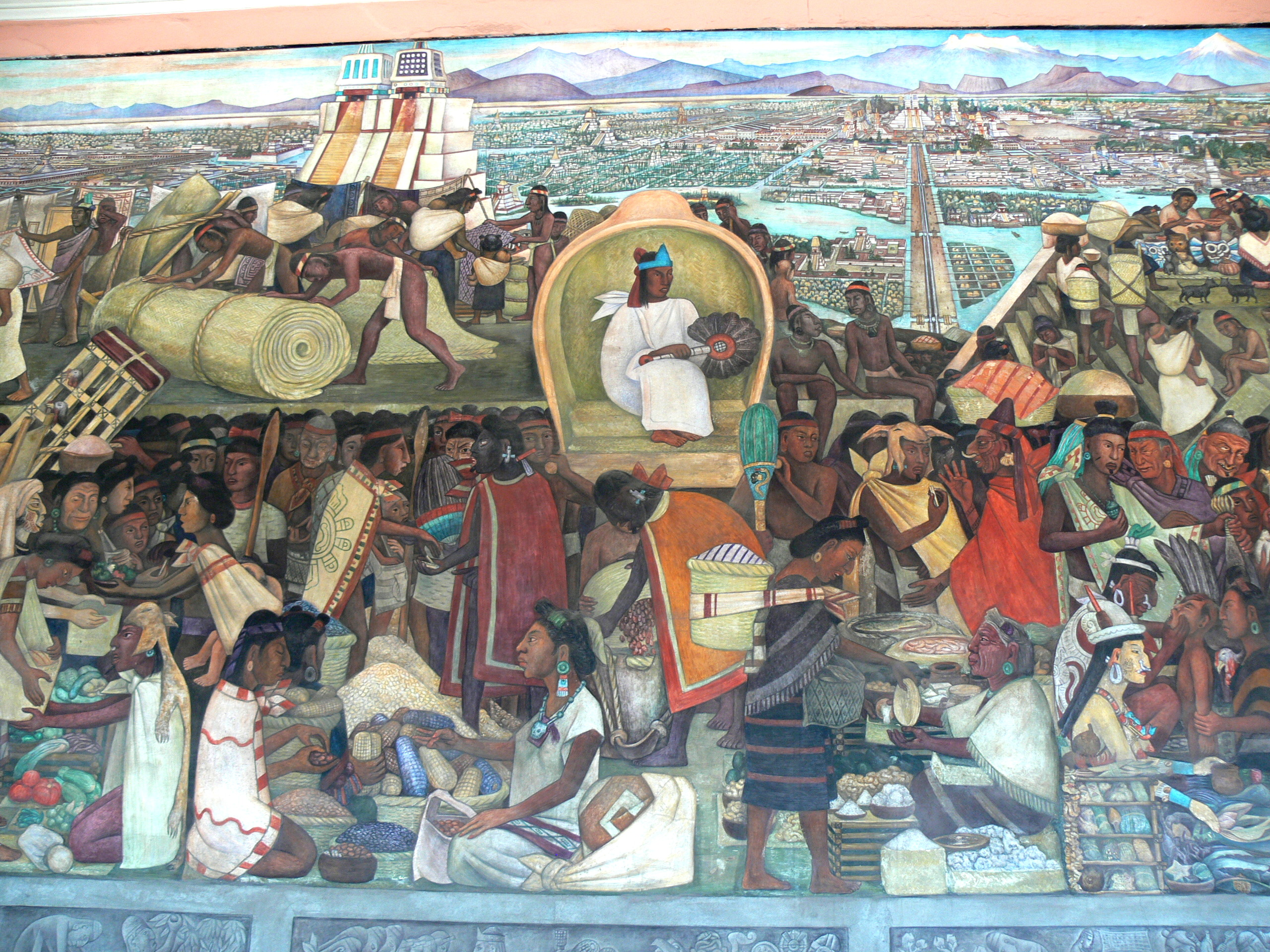
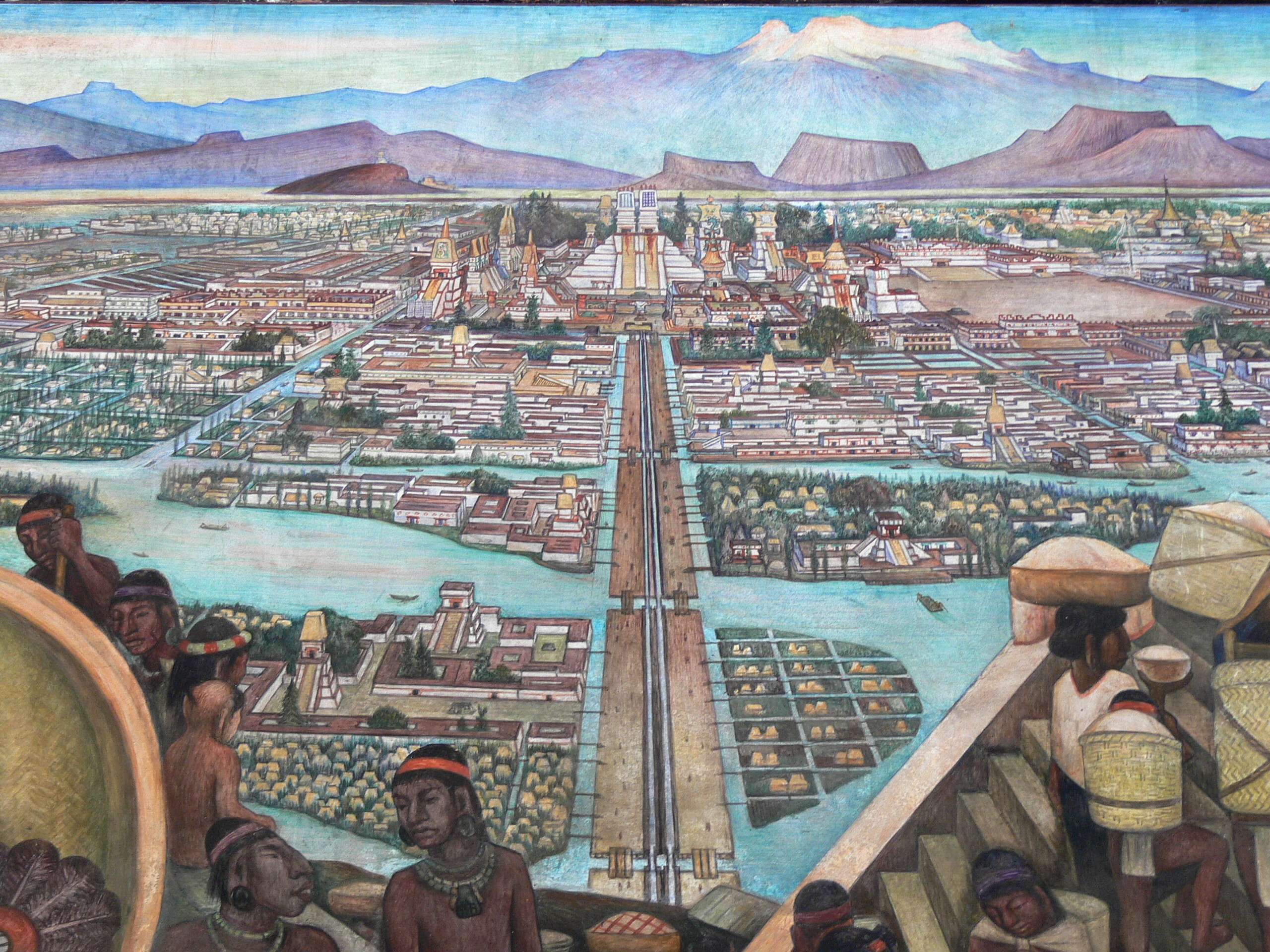
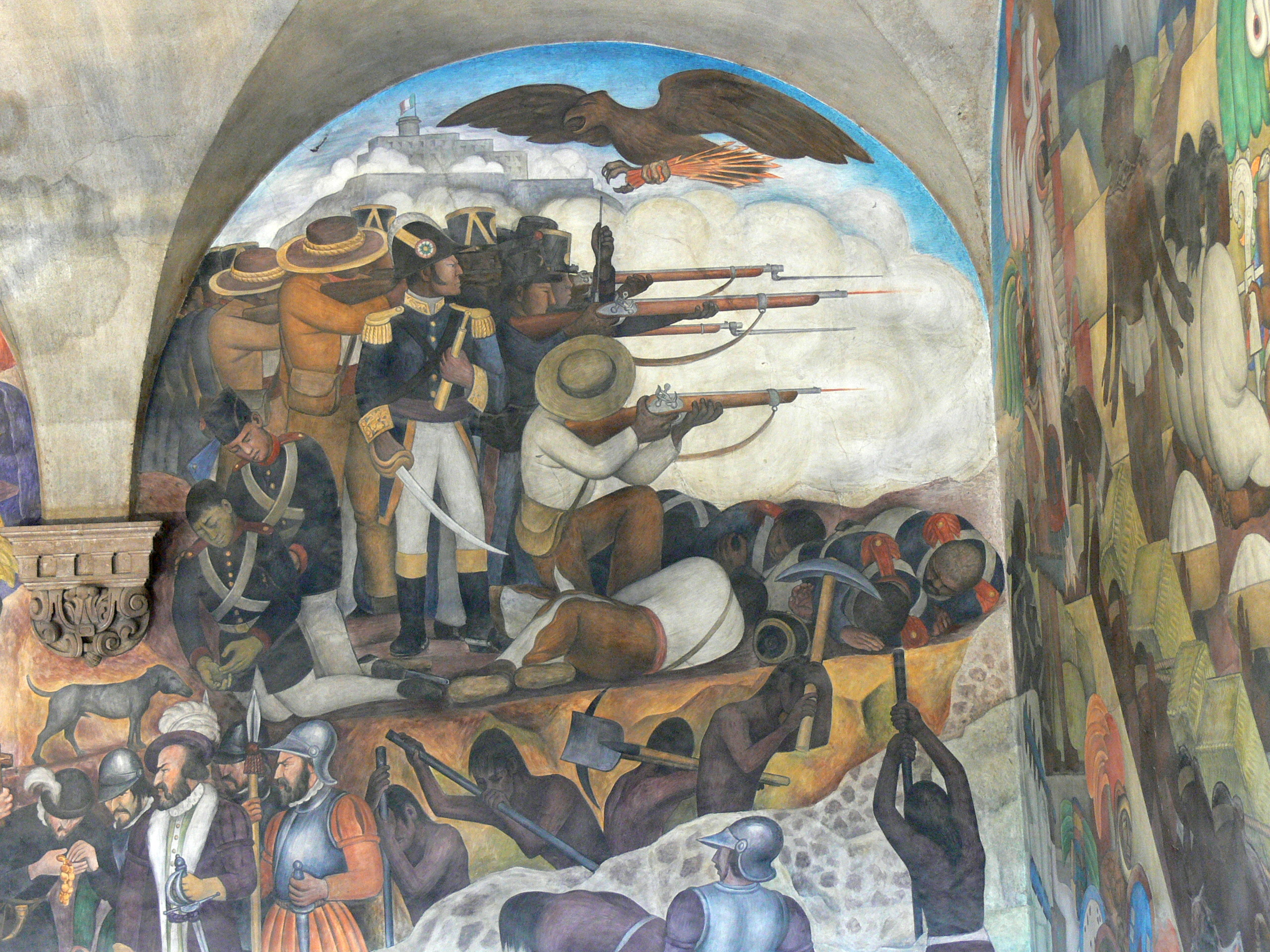
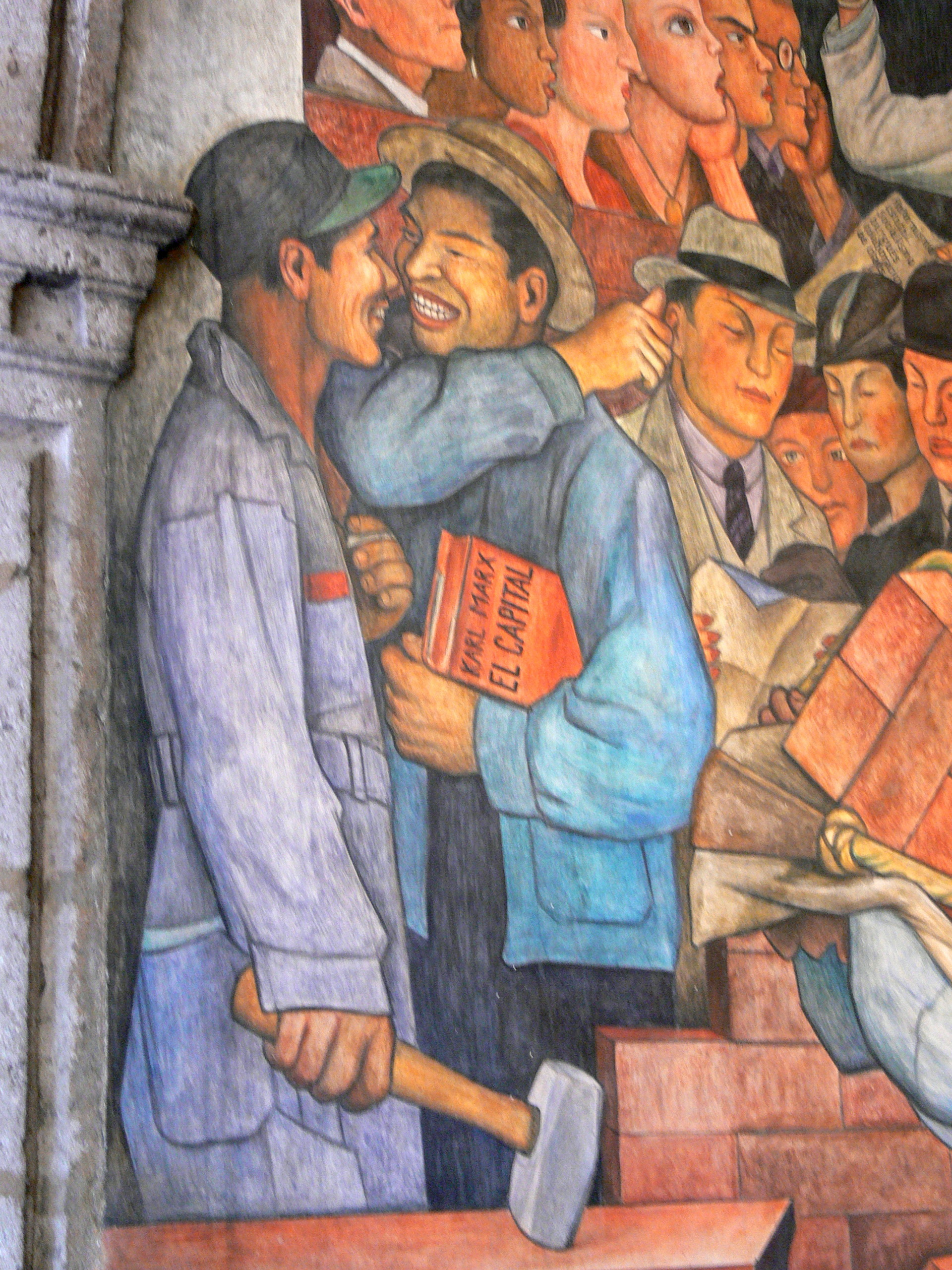
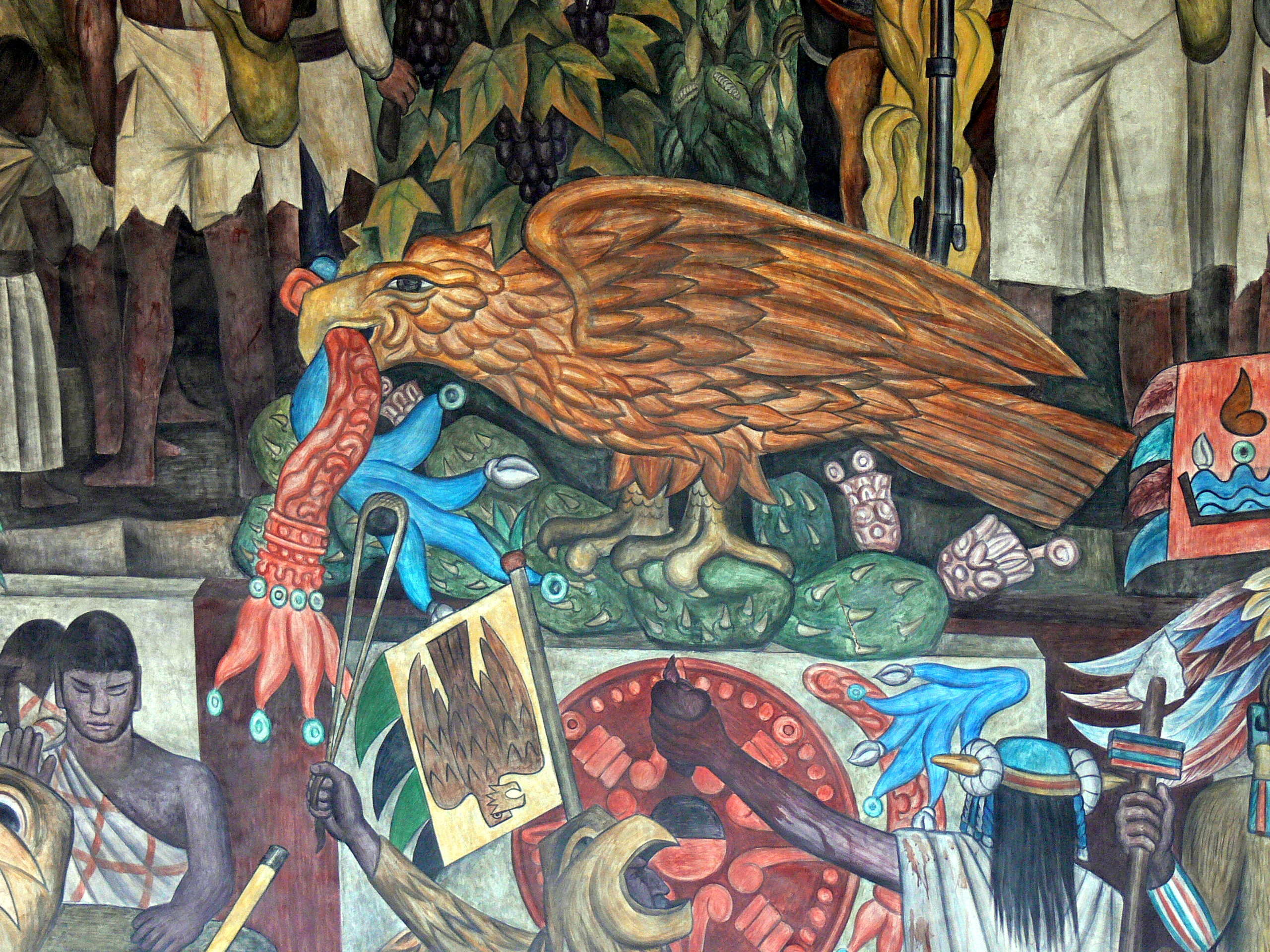
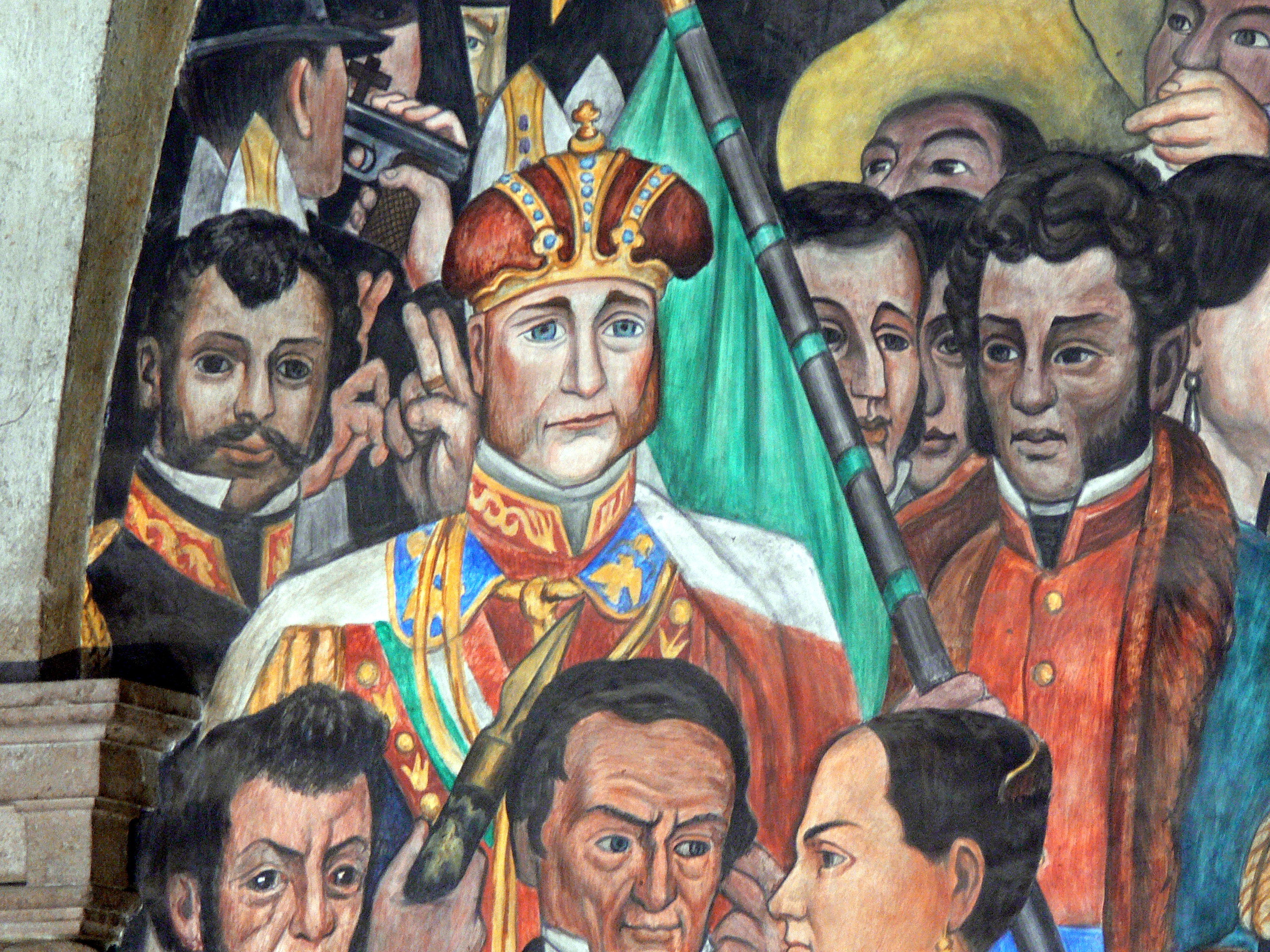
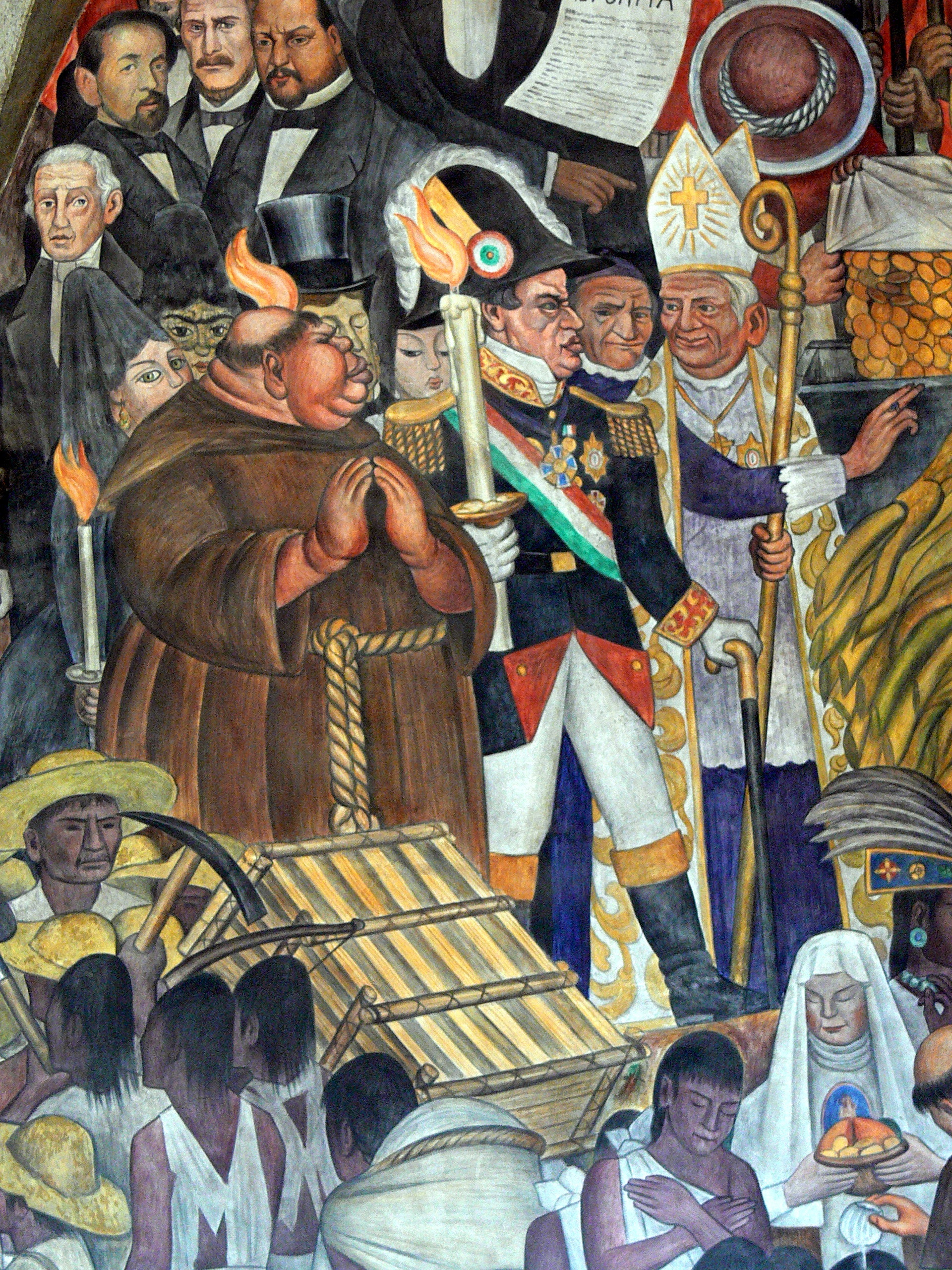

## Érdekességek
- Diego Rivera és felesége, Frida Kahlo portréi díszítik a mexikói 500 pesós bankjegyet.